# Crotalaria fallax
Crotalaria fallax är en ärtväxtart som beskrevs av Emilio Chiovenda. Crotalaria fallax ingår i släktet sunnhampor, och familjen ärtväxter. Inga underarter finns listade i Catalogue of Life.